# Titidius longicaudatus
Titidius longicaudatus là một loài nhện trong họ Thomisidae.
Loài này thuộc chi Titidius. Titidius longicaudatus được Cândido Firmino de Mello-Leitão miêu tả năm 1943.